# Hersilia jajat
Hersilia jajat är en spindelart som beskrevs av Cristina A. Rheims och Antonio D. Brescovit 2004. Hersilia jajat ingår i släktet Hersilia och familjen Hersiliidae. Inga underarter finns listade i Catalogue of Life.